# Wolfgang Seguin
Wolfgang Seguin, född den 14 september 1945 i Burg bei Magdeburg, Tyskland, är en östtysk fotbollsspelare som tog OS-brons i fotbollsturneringen vid de olympiska sommarspelen 1972 i München.